# Barnstable (Massachusetts)
Barnstable è una città degli Stati Uniti d'America, capoluogo della contea omonima nello stato del Massachusetts.
Secondo il censimento del 2000 ha 47 821 abitanti, passati a 46 297 in base ad una stima del 2009.

## Geografia fisica
È ubicata nella penisola di Cape Cod protesa nell'Oceano Atlantico e deve il suo nome alla città di Barnstaple nel Devon in Inghilterra.

## Storia
Pur avendo lo status di city dal 1989, continua ad essere nota più con il nome di Town of Barnstable, col quale è stata conosciuta sin dal 1638.

## Località
Il comune di Barnstable ha al suo interno 7 località (villages):
- Barnstable Village
- Centerville
- Cotuit
- Hyannis, comprendente Hyannis Port
- Marstons Mills
- Osterville
- West Barnstable